# Hesperalia nans
Hesperalia nans är en ringmaskart som beskrevs av Chamberlin 1919. Hesperalia nans ingår i släktet Hesperalia och familjen Syllidae. Inga underarter finns listade i Catalogue of Life.